# Liste der deutschen Botschafter in Venezuela
Die Liste der deutschen Botschafter in Venezuela enthält die jeweils ranghöchsten Vertreter des Norddeutschen Bundes, des Deutschen Reichs und der Bundesrepublik Deutschland in Venezuela. Sitz der Botschaft ist in Caracas.

## Norddeutscher Bund/Deutsches Reich

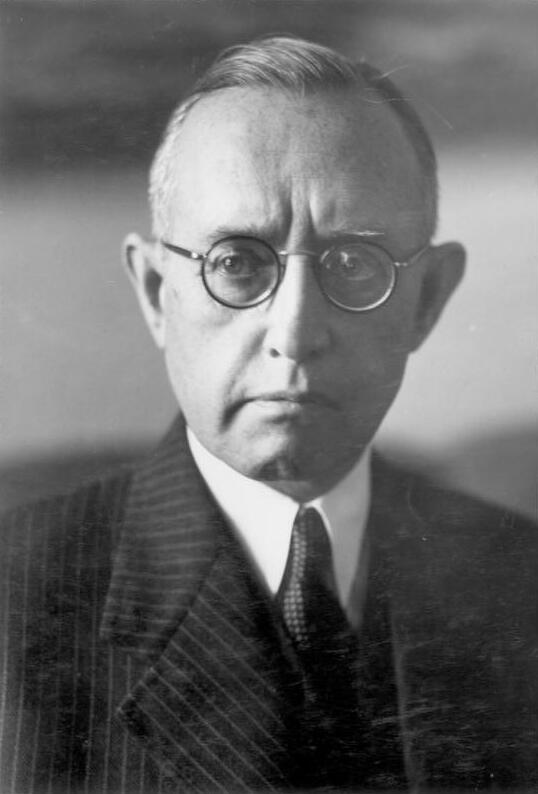
Erwin Poensgen (1937)

| Name                            | Amtszeit  |
| ------------------------------- | --------- |
| Werner von Bergen               | 1868–1870 |
| Friedrich von Gülich            | 1870–1873 |
| Erwin Stamman                   | 1873–1880 |
| Otto Peyer                      | 1880–1892 |
| Friedrich Wilhelm von Kleist    | 1892–1896 |
| Arthur Alexander Kaspar von Rex | 1896–1898 |
| Otto L. Schmidt-Leda            | 1898–1903 |
| Alfred Pelldram                 | 1903–1906 |
| Edwin von Seckendorff           | 1906–1911 |
| Adolf von Prollius              | 1911–1920 |
| Paul Siegfried Falcke           | 1920–1922 |
| James von der Heyde             | 1922–1927 |
| Rudolph Steinbach               | 1927–1932 |
| Franz von Tattenbach            | 1932–1937 |
| Erwin Poensgen                  | 1937–1941 |

## Bundesrepublik Deutschland

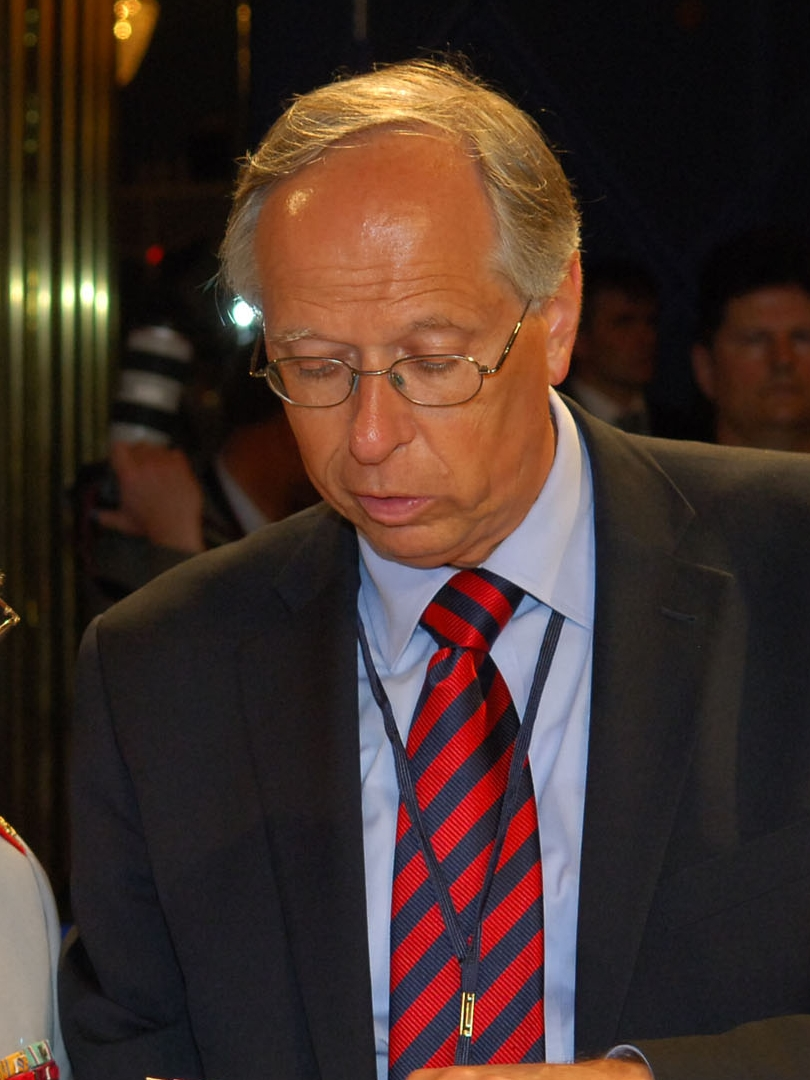
Edmund Duckwitz (2007)

| Name                                                    | Amtszeit  |
| ------------------------------------------------------- | --------- |
| Keine Vertretung von 1941 bis 1952. Schutzmacht Spanien |           |
| Ernst-Günther Mohr                                      | 1952–1955 |
| Gerhart Weiz                                            | 1955–1960 |
| Carl August Zapp                                        | 1960–1963 |
| Georg Vogel                                             | 1964–1967 |
| Walter Truckenbrodt                                     | 1969–1973 |
| Rudolf Spang                                            | 1973–1977 |
| Helmut Redies                                           | 1978–1980 |
| Harald Hofmann                                          | 1981–1985 |
| Hans Werner Loeck                                       | 1985–1990 |
| Carl Heinz Neukirchen                                   | 1990–1992 |
| Wilfried Richter                                        | 1992–1994 |
| Eike-Edzard Bracklo                                     | 1995–1999 |
| Edmund Duckwitz                                         | 1999–2001 |
| Hermann Erath                                           | 2001–2006 |
| Georg Clemens Dick                                      | 2006–2012 |
| Walter Johannes Lindner                                 | 2012–2015 |
| Stefan Herzberg                                         | 2015–2018 |
| Daniel Kriener                                          | 2018–2022 |
| Stefan Duppel                                           | 2022–2024 |
| Volker Pellet                                           | seit 2024 |